# ГЕС Чикамога
ГЕС Чикамоґа (англ. Chickamauga Dam) — гідроелектростанція у місті Чаттануґа, штат Теннессі, Сполучені Штати Америки. 

## Розташування
Знаходячись між ГЕС Воттс-Бар (вище по течії) та ГЕС Нікаджек, входить до складу каскаду на річці Теннессі, яка дренує Велику долину у Південних Аппалачах та після повороту на північний захід впадає ліворуч до Огайо, котра в свою чергу є лівою притокою Міссісіпі (басейн Мексиканської затоки). 

## Опис

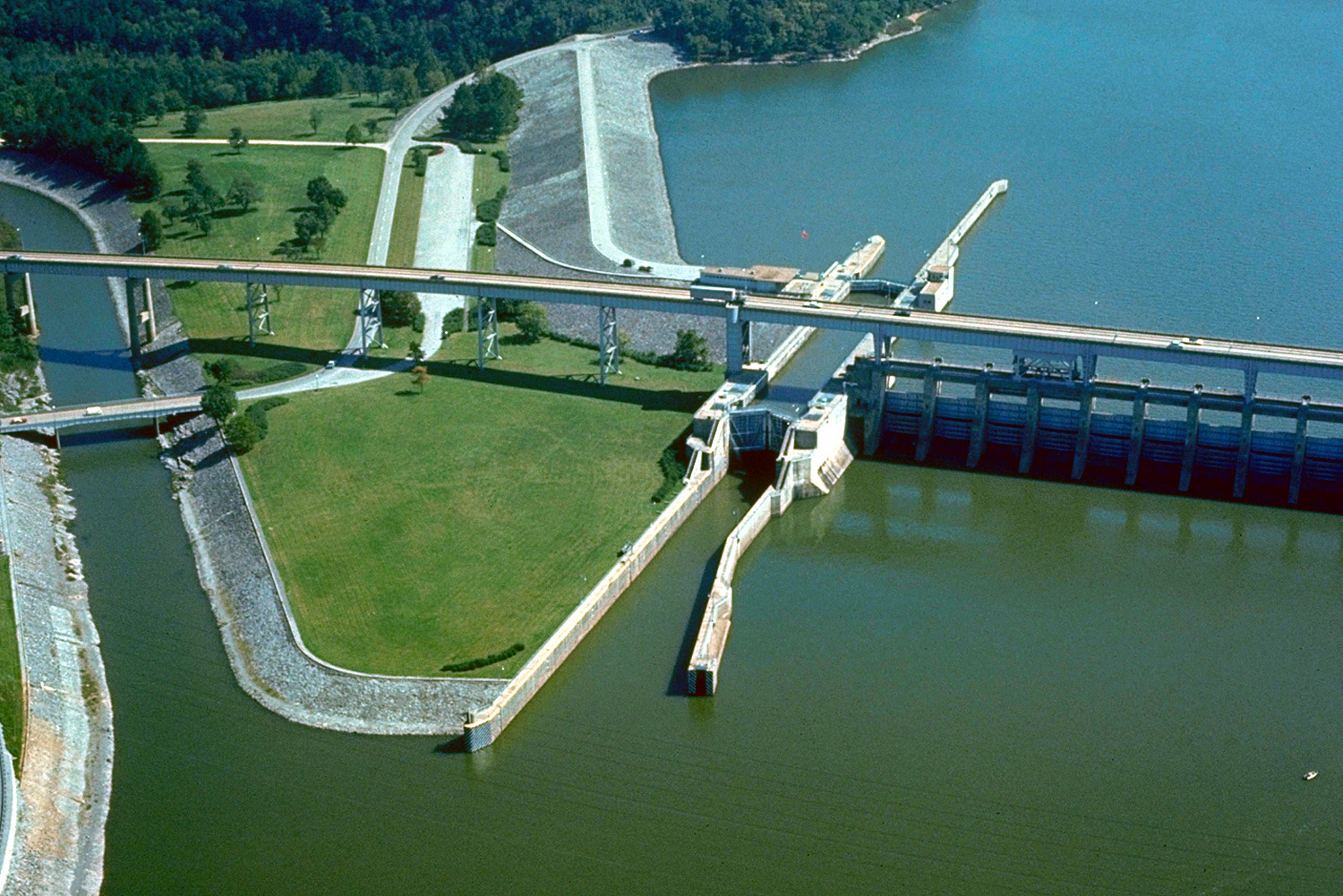
Шлюз ГЕС Чикамоґа

В межах проекту річку перекрили комбінованою греблею висотою 39 метрів та довжиною 1768 метрів, яка потребувала 387 тис м3 бетону та 2136 тис м3 ґрунту. Її бічні земляні частини мають загальну довжину 1338 метрів, а бетонна ділянка включає машинний зал, водопропускні шлюзи та судноплавний шлюз. Останній первісно мав розміри камери 110х18 метрів, проте станом на 2018 рік велись роботи по спорудження нового шлюзу з розмірами 183х34 метри. Гребля утримує витягнуте по долині річки на 95 км водосховище з площею поверхні 147 км2 та об’ємом 870 млн м3, в якому припустиме коливання рівня у операційному режимі між позначками 206 та 208 метра НРМ. 
Інтегрований у греблю машинний зал обладнаний чотирма турбінами типу Каплан, котрі можуть розвивати потужність від 7,7 МВт до 42,6 МВт при напорі від 5,2 до 16 метрів. Наразі на сайті власника – Tennessee Valley Authority – загальна номінальна потужність станції зазначається як 119 МВт.